# Stazione di Massafiscaglia
La stazione di Massafiscaglia è una stazione ferroviaria di superficie della ferrovia Ferrara-Codigoro. Ubicata nel comune di Fiscaglia, serve la frazione di Massa Fiscaglia, già comune autonomo fino al 2014, e le zone rurali circostanti.
È gestita da Ferrovie Emilia Romagna (FER).

## Storia
La stazione entrò in servizio all'apertura della linea ferroviaria, il 10 gennaio 1932.

## Strutture e impianti
La struttura è costituita da un unico fabbricato viaggiatori.
Il piazzale del ferro è dotato di 2 binari, serviti da marciapiedi lunghi 101 metri e alti 25 cm. Non sono presenti sottopassi.
Il sistema di informazioni ai viaggiatori è esclusivamente sonoro, senza tabelloni video di stazione.

## Movimento
La stazione è servita da treni regionali svolti da Trenitalia Tper nell'ambito del contratto di servizio stipulato con la regione Emilia-Romagna.
A novembre 2019, la stazione risultava frequentata da un traffico giornaliero medio di circa 168 persone (87 saliti + 81 discesi).